# Poitou

La provincia del Poitou nell'ambito del regno di Francia.

Stemma del Poitou.

Il Poitou (AFI: /pwaˈtu/), anticamente la Pittavia, era una delle antiche province francesi.
Il suo capoluogo storico era la città di Poitiers.  Corrisponde agli attuali dipartimenti della Vandea (nei Paesi della Loira), del Deux-Sèvres e della Vienne, (in Nuova Aquitania).
Diede il nome al Marais poitevin, territorio paludoso situato nell'antico golfo del Poitou, sulla costa occidentale della Francia, poco a nord di La Rochelle.

## Storia
Il Poitou, per la sua posizione, ha costituito da sempre un passaggio strategico fra il bacino parigino e quello d'Aquitania; nel corso della storia fu dunque teatro di numerose battaglie, fra cui:
- la battaglia di Vouillé (507), vittoria dei Franchi di Clodoveo sui Visigoti di Alarico
- la battaglia di Poitiers del 732, vittoria dei Franchi di Carlo Martello sugli Arabi e i Berberi di al-Andalus
- la battaglia di Poitiers del 1356, che ebbe luogo a Nouaillé-Maupertuis, vittoria degli Inglesi comandati da Edoardo il Principe Nero contro i francesi di Giovanni II
- la battaglia di Moncontour del 1569, fra gli Ugonotti di Gaspard de Châtillon e l'esercito reale comandato da Enrico III.

## Antichità
Secondo le fonti antiche in epoca preromana la zona era abitata dai Pictoni, popolo di stirpe gallica il cui territorio si estendeva sugli attuali dipartimenti della Vienne e del Deux-Sèvres, ossia l'Alto Poitou; probabilmente non occupavano la Vandea, comunque dopo la conquista romana i tre dipartimenti formarono un insieme omogeneo destinato a durare sino alla Rivoluzione francese, per oltre diciotto secoli.
La capitale dei Pictoni era Lemonum, nome celtico dell'attuale Poitiers, all'epoca un 
oppidum situato su un vasto promontorio alla confluenza dei fiumi Clain e Boivre.

### Le Guerre galliche e la fine dell'indipendenza
I Pictoni erano fra i popoli che poterono sentirsi minacciati dalla migrazione degli Elvezi verso il territorio dei Santoni, nel caso fosse avvenuta a nord del Massiccio Centrale. Avevano dunque tutto l'interesse all'intervento di Cesare.
Proprio come i Santoni, fornirono una flotta a Cesare nel 56 a.C. Il loro capo Duratios rimase fedele a Cesare durante l'insurrezione del 52 a.C., tuttavia Vercingetorige domandò rinforzi a tutti i popoli della Gallia, e specificamente 8.000 uomini ai Pictoni, che li inviarono ugualmente.
Il contingente favorevole a Vercingetorige raggiunse il capo degli Andecavi Dumnaco ad Angers, il quale si diresse allora verso Lemonum per assediare Duratios, che inviò un corriere al legato romano Gaio Caninio, per domandare aiuto. Caninio, non avendo con sé che truppe di poco valore, costruì un campo trincerato per resistere a Dumnaco, il quale nonostante attacchi ripetuti non riuscì a penetrare. Dumnaco fuggì poi alla notizia che il legato Gaio Fabio, ottenuta l'alleanza delle popolazioni fra Beauvais e Tours, stava giungendo in soccorso di Caninio.
Essendo rimasto in maggioranza fedele a Cesare, il popolo dei Pictoni vide probabilmente aumentato il proprio territorio, costituito in provincia romana fra il 16 e il 13 a.C., a scapito del territorio degli Ambilatri e degli Agnuti.

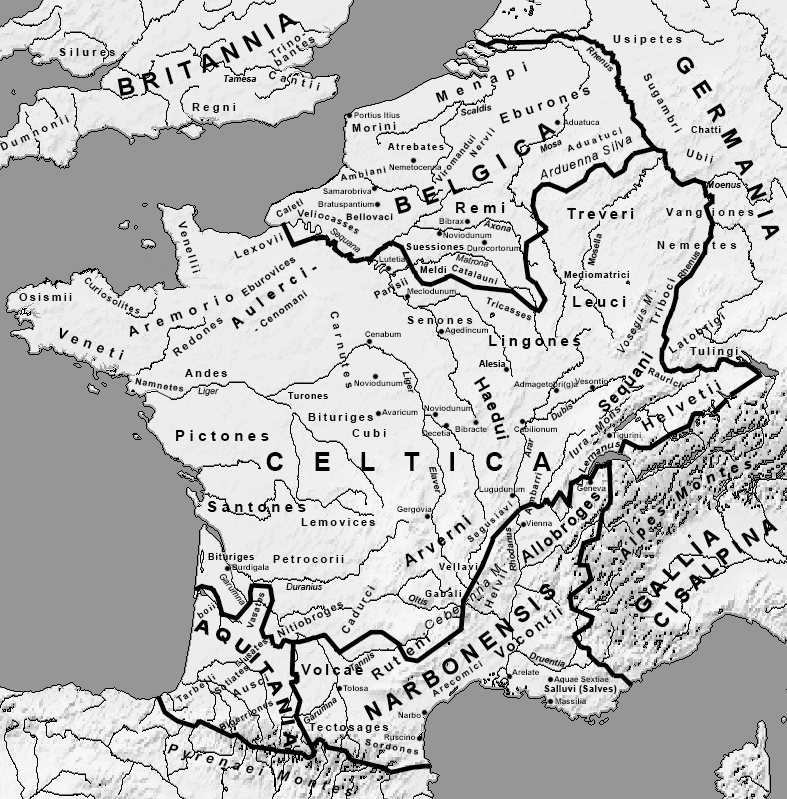
Suddivisione territoriale delle tribù galliche

### Lapax romana
Nonostante beneficiasse della pax romana, testimoniata dalle numerose costruzioni urbane, il popolo dei Pictoni, come gli altri popoli gallici, non fu romanizzato in profondità. Alla metà del II secolo le pietre miliari indicano le distanze in leghe galliche, oltre che in miglia romane. Nel 237 troviamo la prima testimonianza del progressivo cambio del nome Limonum in Poitiers.
In epoca romana i Pictoni commerciavano con l'arcipelago britannico a partire dal porto di Ratiatum (oggi Rezé).
Dopo che l'imperatore Costantino ebbe accordato il diritto di culto al Cristianesimo, questo poté espandersi sempre più rapidamente. Sant'Ilario di Poitiers fu il primo vescovo di Poitiers verso il 350 e maestro di San Martino di Tours, che fondò a Ligugé il più antico monastero della Gallia, attivo ancora oggi.

## Medioevo

### Invasioni
Molte popolazioni s'installarono nel Poitou: Taifali, Angli, Sarmati; furono i Visigoti a riunirli nel regno d'Aquitania nel IV secolo, fino alla battaglia di Vouillé.
I conti di Poitiers si affrancarono a partire dal IX secolo dall'autorità dei re di Francia, e stabilirono un principato che si estendeva dalla Loira ai Pirenei.

### Alto Medioevo
Nell'851, dopo la battaglia di Jengland, col trattato di Angers, il capo bretone Erispoë si sottomise a Carlo il Calvo, il quale gli diede le insegne della regalità sulla Bretagna, e sulla regione di Rennes, di Nantes e di Rezé.
All'inizio del XII secolo il duca d'Angiò, Folco III Nerra, mosse guerra al conte di Blois e a quello di Bretagna; sconfiggendoli estese i confini dell'Angiò e si impadronì della contea del Maine, della Turenna e del Mauges.

### Basso Medioevo
Dopo il matrimonio di Eleonora d'Aquitania con il re di Francia Luigi VII, il successivo divorzio e le nuove nozze con Enrico II d'Inghilterra, il Poitou conservò una certa autonomia, a cui in seguito mal sopportò di rinunciare; come si dimostrò in numerose rivolte nobiliari, inizialmente contro il re d'Inghilterra (1173-1179, 1188 e 1194), poi contro il re di Francia (1219-1224 e 1242), dato che il dal 1225 al 1271 il Poitou fu appannaggio di Alfonso III di Poitiers, fratello di Luigi IX. La rivolta si concluse con la battaglia di Taillebourg del 1242.
Da allora sino alla fine del Medioevo la nobiltà del Poitou prese parte a tutti i movimenti di contestazione del potere centrale.

## Età moderna
Nel XVI secolo la Riforma protestante prese piede nella provincia, in seguito al passaggio di Giovanni Calvino, e soprattutto nelle campagne. La provincia sostenne fedelmente i protestanti durante le guerre di religione e ne ebbe gravi danni (assedi di Niort e di Poitiers).
Gli abitanti del Poitou formarono una parte importante dei coloni della Nuova Francia (Québec e Acadia). Nel 1790 dal Poitou si formarono i dipartimenti della Vandea, delle Due Sèvres e della Vienne.

## Età contemporanea

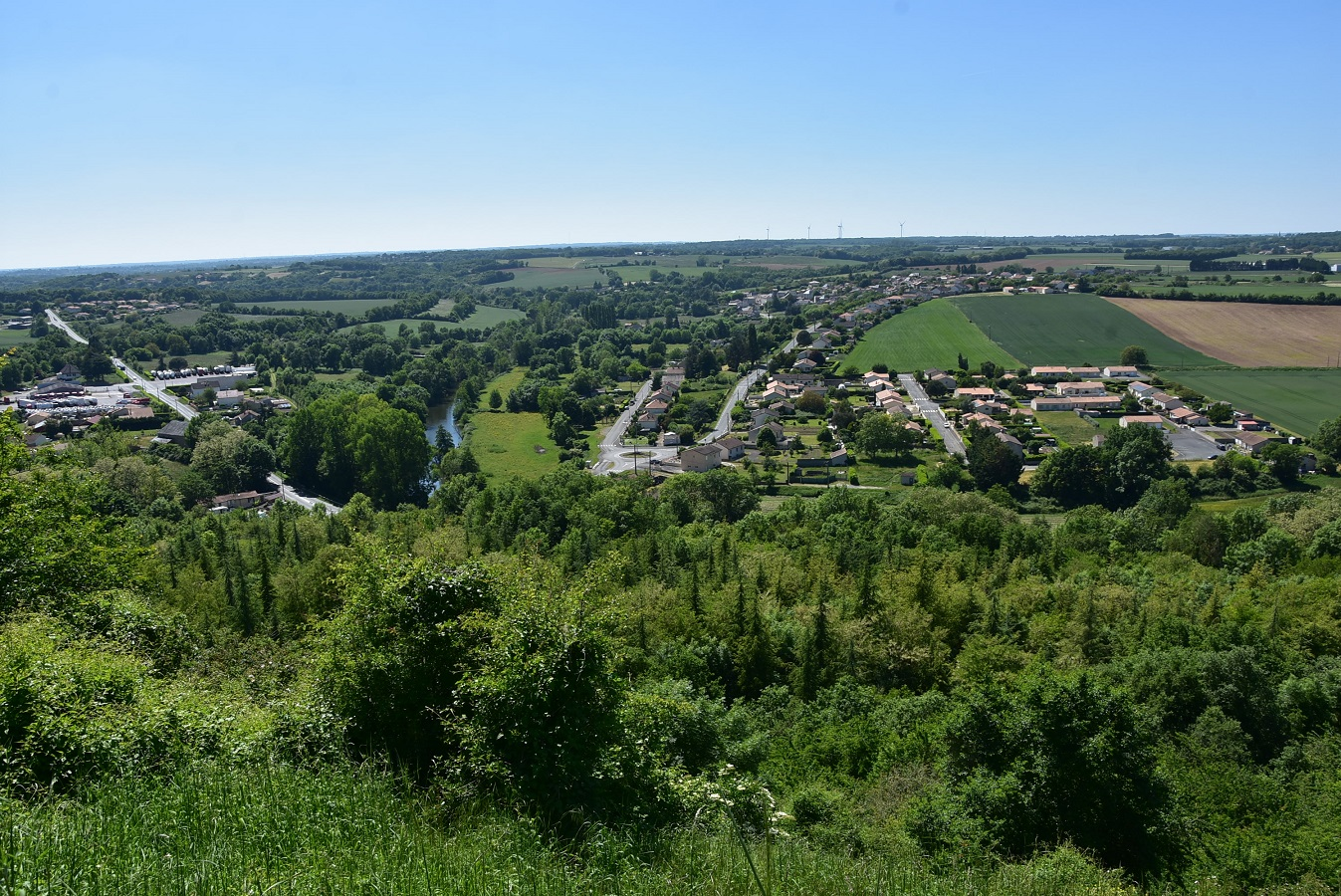
Pianura del Poitou vista verso ovest, Vandea e Oceano Atlantico.

Sotto il regime di Vichy, con la creazione delle regioni francesi, il Poitou fu inglobato nel Poitou-Charentes. Tale regione priva di identità propria, corrispondente al centro-ovest della Francia, fu creata per colmare il vuoto di autorità fra Tours e Bordeaux, riunendo quattro antiche province: Poitou, Angoumois, Saintonge e Aunis. Poitiers fu scelta come sede di prefettura, soprattutto perché sede di università.